# Sparks (Texas)
Sparks ist ein Census-designated place (CDP) im El Paso County, Texas in den Vereinigten Staaten. Die Bevölkerungszahl betrug 2.974 (Stand: 2000). Der CDP ist ein Teil von dem El Paso Metropolitan Statistical Area.

## Geografie
Dem United States Census Bureau zufolge hat der CDP eine Gesamtfläche von 3,5 km².

## Demografie
Laut der Volkszählung aus dem Jahre 2000 gab es im CDP 2.974 Einwohner, 718 Haushalte und 654 Familien, die im CDP ansässig waren. Die Bevölkerungsdichte betrug 854,8 Einwohner pro Quadratkilometer. Der Median des Einkommen je Haushalt lag bei US$ 21.964, der Median des Einkommens einer Familie bei US$ 24.286. Das Pro-Kopf-Einkommen liegt bei 6.068 US-Dollar. 38 % der Einwohner und 34,1 % der Familien leben unterhalb der Armutsgrenze. Das Durchschnittsalter beträgt 22 Jahre (Stand: 2000).
Von den 718 Haushalten hatten 67,7 % Kinder unter 18 Jahre, die im Haushalt lebten. 69,1 % davon waren verheiratete, zusammenlebende Paare. 15,9 % waren allein erziehende Mütter und 8,8 % waren keine Familien. 7,4 % aller Haushalte waren Singlehaushalte und in 2,2 % lebten Menschen, die 65 Jahre oder älter waren. Die Durchschnittshaushaltsgröße betrug 4,19 und die durchschnittliche Größe einer Familie belief sich auf 4,37 Personen.